# هال كينغ
هال كينغ (بالإنجليزية: Hal King)‏ هو لاعب كرة قاعدة أمريكي، ولد في 1 فبراير 1944 في أوفيدو في الولايات المتحدة.